# Чероне (Торино)
Чероне је насеље у Италији у округу Торино, региону Пијемонт.
Према процени из 2011. у насељу је живело 885 становника. Насеље се налази на надморској висини од 226 м.